# Håtunaleken
Håtunaleken var en statskupp som ägde rum 1306 och var del av en utdragen konflikt mellan kung Birger Magnusson och hans två yngre bröder hertigarna Erik och Valdemar. Händelserna har fått sitt namn från Håtuna kungsgård där de började den 29 september 1306.
Om Håtunaleken liksom Nyköpings gästabud berättas i Erikskrönikan.

## Bakgrund
När Magnus Ladulås avled 1290 var hans son Birger Magnusson bara 10 år. Han hade redan som fyraåring valts till tronföljare, och han (och konungariket Sverige) fick nu en förmyndare, marsken Torgils Knutsson. 
Hertig Erik (Birgers yngre broder), ett möjligen bättre ämne till kung och en ledargestalt och politiker, försökte skapa ett eget rike omkring Bohuslän, som han fått genom gifte med norska prinsessan Ingeborg, och Halland, i gränsen mellan Sverige, Norge och Danmark. När Torgils Knutsson återvände från det tredje och sista korståget i Finland 1293 hade det inrikespolitiska läget utvecklats till en fejd mellan de tre bröderna där Valdemar stödde Erik mot kung Birger och marsken fortsatte att stötta sin kung. 
År 1304 hade hertigarna skrivit under ett dokument som innebar att de inte hade rätt att bedriva egen utrikespolitik och inte skulle vistas vid hovet om de inte blivit kallade. Bitterheten över denna överenskommelse var sannolikt huvudorsaken till Håtunaleken. År 1305 tillfångatogs marsken Torgils Knutsson av hertigarna och han avrättades 1306 genom halshuggning i Stockholm.
Följden blev inbördeskrig, men 1306 hade känslorna svalnat såpass att hertigarna gick med på att erkänna Birgers son Magnus som tronföljare.

## Håtunaleken i Erikskrönikan
Erikskrönikans knittelvers berättar på rim om hur Håtunaleken utspelar sig. Enligt krönikan inleds händelserna den 29 september 1306, då hertig Erik och hertig Valdemar anlände från en bröllopsfest i Bjälbo till kung Birger på hans kungsgård Håtuna vid Mälaren. De togs emot väl, med stor fest, av Birger, som inte då visste vad försåt hertigarna planerade. I hemlighet väpnade sig nämligen hertigarnas män, och då kvällen kom tillfångatog de på hertigarnas befallning både Birger och hans drottning. Hertigarna förde först Birger till Stockholm, men släpptes där inte in av det till Birger trogna borgerskapet. Valdemar och Erik tog därför Birger till Nyköpingshus för att där låta honom fängslas. Under all uppståndelse som gripandet fört med sig på Håtuna, hade en hovsven vid namn Arvid Smålänning lyckats undgå hertigarna, och tagit med sig Birgers son Magnus bort från kungsgården. Kung Birgers son Magnus räddades till Danmark, där han togs om hand av kung Erik Menved. Birger hölls fången till dess att han lovade att dela det dåvarande Sverige med Valdemar och Erik. Han släpptes fri endast efter det att han förlorat två tredjedelar av riket till sina bröder. Dessa händelser blev sedan kända som Håtunaleken.

## Efterdyningar
Hertig Erik tog makten i Sverige. Han hade redan suverän makt i Halland och Bohuslän, och tack vare giftermålet med Ingeborg hoppades han ärva även Norges krona. Men närheten till Danmark blev ett hot, och danske kungen Erik Menved anföll Sverige och härjade i Västergötland. Hertig Eriks bror Valdemar hämnades i sin tur genom att plundra i Skåne med en styrka av tyska legoknektar. Den norske kungen slöt sig då till den danske, vilket framtvingade att Birger släpptes ur Nyköpingshus efter två års fångenskap.
Under omkring tio år höll sedan bröderna fred med endast mindre intermezzon. Håtunaleken fick slutligen 1317–1318 sin upplösning vid Nyköpings gästabud och händelserna därefter. 
År 1317 bjöd Birger sina bröder till stort gästabud vid Nyköpingshus, senare kallat Nyköpings gästabud, och försåg vid festen sina bröder ymnigt med mat och vin. Allteftersom kvällen led, och Birger visade god vänskap till sina bröder, blev Valdemar och Erik allt mer druckna, och beslutade sig för att avsluta kvällen. Hertigarna hade ordnats övernattning ute i staden, och när de gått från slottet kallade Birger på sina riddare. Han planerade att gripa sina bröder, men avråddes därifrån av sina riddare. Fast besluten lät Birger dock kasta de som motsade honom i fängelse, och lät en skara män ta facklor i händerna för att gripa hertigarna.
Med de ofta citerade orden "Minnes I Håtunaleken?" stormade Birger in i hertigarnas rum, för att sedermera låta dem bli fängslade vid Nyköpingshus. Hertigarna kom aldrig därifrån med livet, men det gick inte mycket bättre för Birger. Riddaren Mats Kettilmundsson samlade västgötar, smålänningar och upplänningar i ett försök att frita hertigarna och straffa Birger. Innan Birger flydde från Nyköpingshus låste han dock fängelset där hertigarna satt, och kastade enligt krönikan nyckeln i den djupa strömmen.

## Övrigt
- Alga producerade under 1970-talet ett brädspel med namnet Håtunaleken, omkring de historiska händelserna. Spelet är en svensk version av engelska brädspelet Kingmaker
- Uplands Nation i Uppsala satte 1992 upp studentspexet Hawtnaleek (Håtunaleken, med undertitlarna "I Djupa Källarvalven" eller "Bakom Lyckta Dörrar" eller "Fågel Fisk eller Mittimellan")  som ett led i nationens 350-årsfirande. Spexet hämtade stora delar av handlingen ur Erikskrönikan och visade, som sig bör med studentspex, den "sanna" historien om Håtunaleken och Nyköpings gästabud. Totalt gavs 14 föreställningar på Skandiascenen (nuvarande Reginateatern). Elva av föreställningarna gavs för utsålda hus.